# Chrome (игра)
| Сводный рейтинг       | Сводный рейтинг |
| Агрегатор             | Оценка          |
| --------------------- | --------------- |
| GameRankings          | 69,43 %         |
| Metacritic            | 69/100          |
| MobyRank              | 70/100          |
| Иноязычные издания    |                 |
| Издание               | Оценка          |
| 1UP.com               | B+              |
| AllGame               | [ 6 ]           |
| Eurogamer             | 5/10            |
| GameSpot              | 7,2/10          |
| GameSpy               | [ 9 ]           |
| GameZone              | 8,8/10          |
| IGN                   | 7,9/10          |
| Русскоязычные издания |                 |
| Издание               | Оценка          |
| Absolute Games        | 65 %            |
| «Домашний ПК»         | [ 13 ]          |
| «Игромания»           | 7,0/10          |

Chrome (с англ. — «хром») — компьютерная игра в жанре научно-фантастического шутера от первого лица, разработанная польской компанией Techland и изданная Strategy First в 2003 году.
В 2005 году вышел приквел Chrome SpecForce, изначально планируемый как дополнение. На E3 2006 был анонсирован сиквел под названием Chrome 2. Геймплей продолжения не претерпел кардинальных изменений, однако разработчики добавили возможность вселяться в тела поверженных врагов. Первоначально релиз был назначен на 2007 год. В 2010 году стало известно, что проект заморожен на неопределенный срок.

## Сюжет
Действие игры происходит в конце XXII века и разворачивается на дальних колонизируемых планетах. Основным полем боя являются открытые территории. Игра идёт от лица профессионального наёмника Болта Логана (Bolt Logan), бывшего солдата сил специального назначения.
В первой миссии напарник Логана, Рон «Пойнтер» Герц (Ron "Pointer" Hertz), предаёт наёмника и заманивает его в ловушку. Однако женщина по имени Кэрри (Carrie), которую Логан не пристрелил у входа, помогает ему. И таким образом главный герой, дойдя до определённой миссии, начинает мстить Пойнтеру.
В финале Логан достаёт Пойнтера и между ними начинается битва, в которой победу одерживает Логан.

## Геймплей
Chrome является классическим шутером от первого лица с элементами стелс-экшена (в игре присутствуют миссии, в которых необходимо незаметно пробраться на вражескую территорию при помощи устройства маскировки). Разработчиками игры были взяты некоторые идеи из System Shock 2 и Deus Ex.
Большая часть игрового процесса включает в себя перемещение пешком по открытой местности и борьба с противниками при помощи различного оружия (пистолеты, автоматы, дробовики). Иногда игроку необходимо взламывать компьютерные терминалы для открытия дверей или отключения какой-то системы.
Большая часть игры происходит на огромных открытых пространствах, обеспечивающих некоторую свободу действия для игрока. Игрок также может использовать различные виды транспортных средств, которые обеспечивают быстрое перемещение и использование тяжёлого вооружения против противника. Также игрок может осматривать трупы на наличие оружия, патронов, аптечек и прочих предметов. Перед каждой миссией игрок может выбрать, какое оружие и оборудование он может взять с собой на задание.
В игре присутствует возможность использовать имплантаты. Они повышают способности главного героя, такие как повышение точности, скорость движения, высота прыжка, масштаб прицеливания и скорость реакции (похожую на bullet time). Однако, их использование вызывает перенапряжение нервной системы, и тем самым может нанести вред здоровью главного героя. Всеми имплантатами можно управлять отдельно или же можно их комбинировать между собой.

## Награды и рецензии
Chrome награждён в 2004 году премией «Duke’s Choice Award» от фирмы Sun Microsystems за использование технологии Java в игровой логике.
По данным различных изданий в целом Chrome получил средние отзывы. Сайт Metacritic поставил игре совокупный балл 69 из 100, на основе двадцати одного обзора.